# Chalarus chilensis
Chalarus chilensis är en tvåvingeart som beskrevs av Collin 1931. Chalarus chilensis ingår i släktet Chalarus och familjen ögonflugor. Inga underarter finns listade i Catalogue of Life.